# 撒哈拉側褶蛙
撒哈拉侧褶蛙（学名：Pelophylax saharicus）是侧褶蛙属的一种，原产于撒哈拉北部和西部地区，后来又被引入大加纳利岛。

## 特征
撒哈拉侧褶蛙体型较大，首尾长104.5 mm（4.1英寸）。身体呈绿色或褐色，有黑色斑点，部分北部有黄色或绿色条纹，它与佩氏侧褶蛙（Pelophylax perezi）很像，甚至一些出版物都会把它们弄混。